# モディ

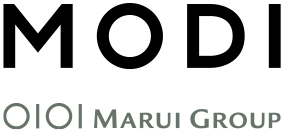
2015年より使用されるブランドロゴ

モディ（modi、MODI）は、丸井が経営するエンクローズド（共同店舗型）ショッピングモール。

## 概要
2006年9月、東京都町田市に最初の店舗をオープンし、2020年2月現在、首都圏などに5店舗を有する。いずれも、丸井の店舗を受け継ぐ形で開店した。
「modi」とは、ラテン語で、旋律、調和を意味する。専門店街であるが、当初は丸井同様、ファッション関連に重点を置いていた。しかし、2015年11月19日に渋谷に2館あったマルイのうち、マルイシティ渋谷をリニューアルし「渋谷モディ」をオープンするにあたり、衣料品の割合を抑え、食品、飲食、雑貨等の比率を高め、コト消費を中心とするSC型店舗として位置付けた。この渋谷モディでは、それまでの「modi」ロゴとは異なる新しい「MODI」ロゴを採用し、その後開業した柏、静岡もこのロゴを採用した。その後は新ロゴへの統一を徐々に行っているようで、町田などでは新旧のロゴが店舗内外で混在している。
当初は丸井グループのエイムクリエイツにより運営されていたが、2019年4月に同社がモディの各店舗を丸井に経営統合した。

## 店舗

### 町田モディ

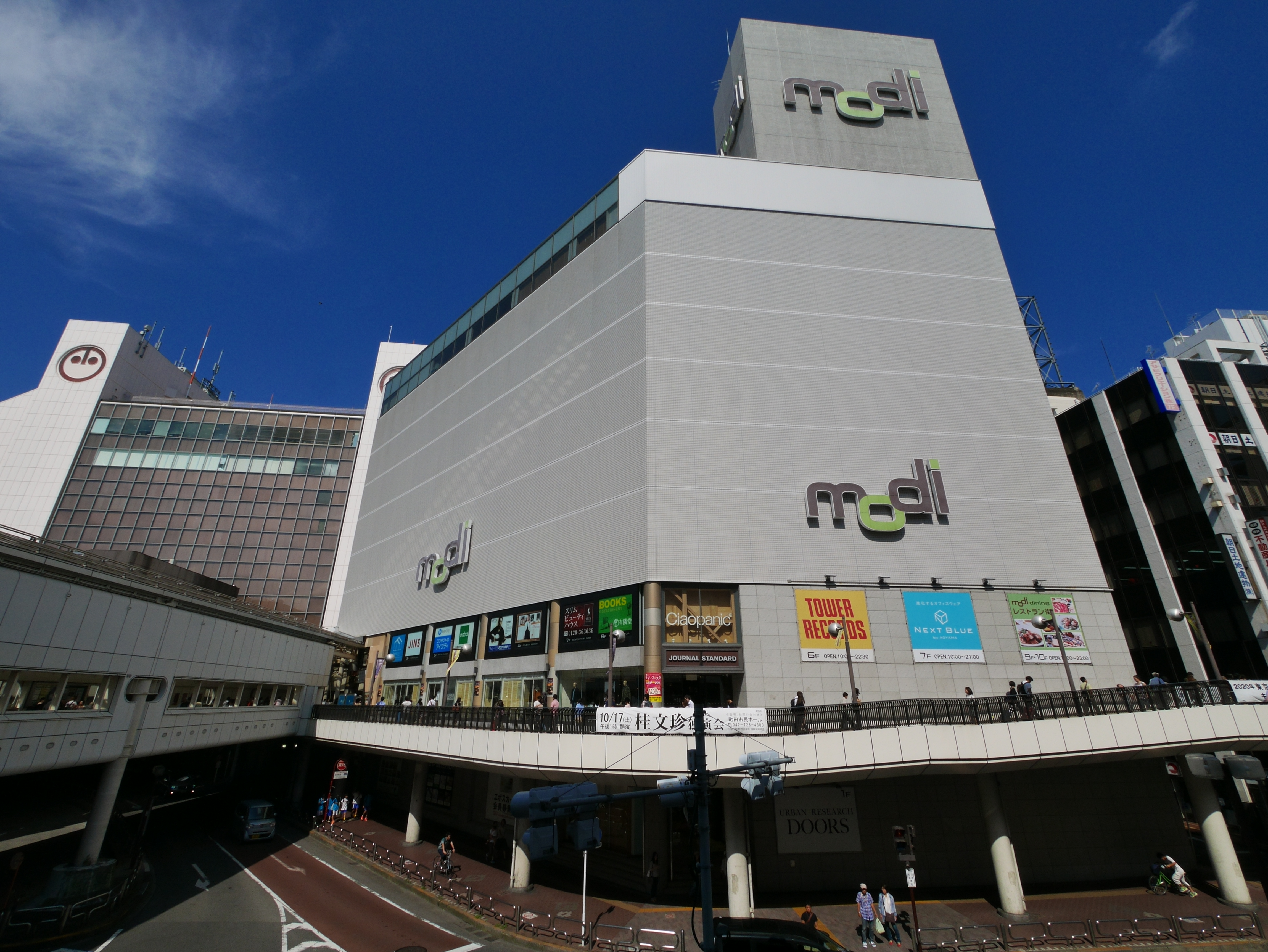
町田モディ

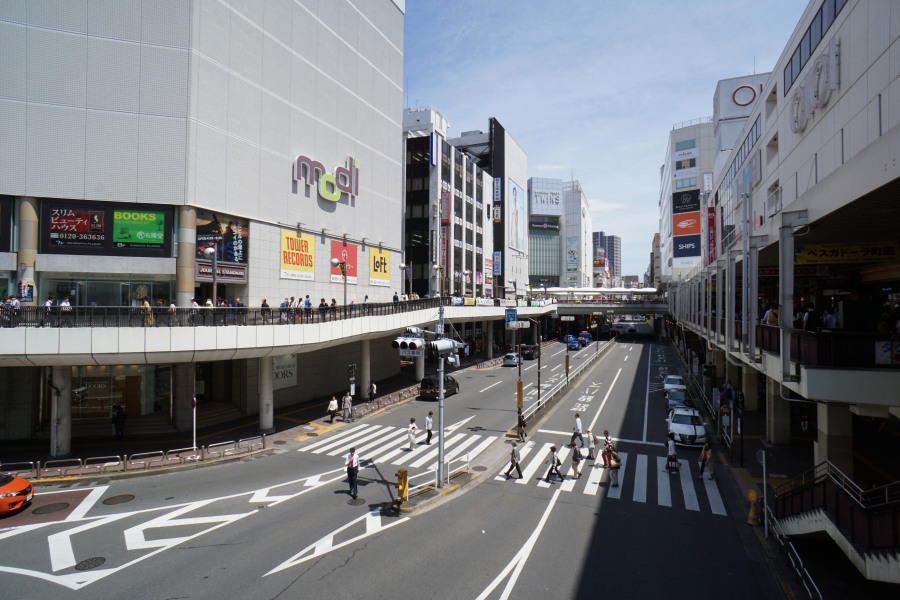
町田モディと町田マルイ

町田モディ（町田modi、まちだモディ）は、東京都町田市原町田6-2-6にある。マルイビィ町田をリニューアルして、2006年9月28日に開業した。小田急町田駅西口直結、JR横浜線町田駅中央口北口斜め向かい。町田駅およびマルイ、小田急百貨店、町田東急ツインズ、ルミネなどとはペデストリアンデッキで結ばれている。
- 施設概要
  - 地上10階、地下3階建て（地下3階〜10階および屋上の全14フロアで構成）
  - 敷地面積：2,066m2
  - 延べ面積：26,730m2
  - 契約駐車場を含み、732台収容できる駐車場がある。

- フロア構成 

  - 地下3階 - 従業員用施設、リサイクルセンター
  - 地下2階 - ヨガ、従業員用施設[2][3]
  - 地下1階 - インテリア、生活雑貨、キッチン雑貨、ファッション雑貨
  - 1階 - ファッション、雑貨、カフェ、サッカーショップ
  - 2階 - セレクトショップ、ファッション雑貨（夜9時以降[4]の出口は2階正面口である）
  - 3階 - ファッション、雑貨、カフェ
  - 4階 - 雑貨、リラクゼーション、キャラクターグッズ、アミューズメント
  - 5階 - ロフト、ビューティー、リラクゼーション
  - 6階 - ロフト
  - 7階 - クロサワ楽器、タワーレコード（音楽・映像）、シュ－ズ
  - 8階 - 英会話教室、カメラ・証明写真、眼科、コンタクトレンズ
  - 9階 - modi dining（レストラン街）、占い
  - 10階 - modi dining（レストラン街）、エステ、スクール
  - 屋上 - 屋上広場（平常時は閉鎖。イベント開催時や夏季限定ビアガーデン営業時に限定開放）

#### 町田モディの立地の歴史
横浜線が開業し、小田急線が開業する前の1919年から、この土地を含めた周辺は、岡直三郎商店の醤油製造工場があった。この地は、1889年3月31日まであった原町田村の南西端にあたり、当時は現在のように栄えていなかった。しかし、1927年4月1日に小田急線が開通し、新原町田駅（現:町田駅）が開業すると、周囲は開発が進んでいった。町役場から勧めがあり、醤油工場は1957年に町田町（現:町田市）森野に移転し、跡地は区画整理をして、新原町田駅の駅前商店街となった。
1963年から株式会社萩原商事によりスーパーマーケット静岡屋（後:シヅオカヤ）が平屋建てで営業した。
1971年に大丸が現在地にビルを建て、10月に大丸町田店を開店し、シヅオカヤは地下2階に入った。この時は、町田映画劇場（映画館）が入っていた町映ビルに、連絡橋がかかっていたが、町田映画劇場が閉場するまでに取り壊された。当時はこの周辺に、これほどの高層ビルがなかったため、注目を集めることとなる。しかし、1976年には隣接地に小田急百貨店が開店し、大丸町田店は業績が振るわなくなった。1980年4月1日、国鉄（現:JR東日本）原町田駅が町田駅として移転し当地に近づき、小田急の町田駅と国鉄の町田駅を結ぶペデストリアンデッキから直接入店できるようになった。これを転機に町田大丸として分社化したうえで、プラザビーミーとしてリニューアルオープンし、この時にシヅオカヤは撤退した。1993年3月には、ペデストリアンデッキの混雑を緩和するため、町田市がプラザビーミー横から当時のまちだ東急百貨店新館（現:町田東急ツインズウエスト）までの部分にもペデストリアンデッキを新設した。しかし、プラザビーミーにリニューアル後も周辺には、東急百貨店（現:町田東急ツインズ）、丸井、ルミネなどの大型店が開業したことで、プラザビーミーは2000年2月27日に閉店し、大丸は町田から撤退した。
その後、ペデストリアンデッキで結ばれている丸井が土地・建物共に買収した上で鉄骨などビル骨格部分以外を作り直し（実質的には改築に近い）、2001年2月21日にマルイビィ町田として開業した。その後、2006年9月28日にエイムクリエイツの経営による、町田モディとしてリニューアルオープンした。
なお、シヅオカヤについては、忠実屋およびグルメシティ関東を参照のこと。

### 戸塚モディ

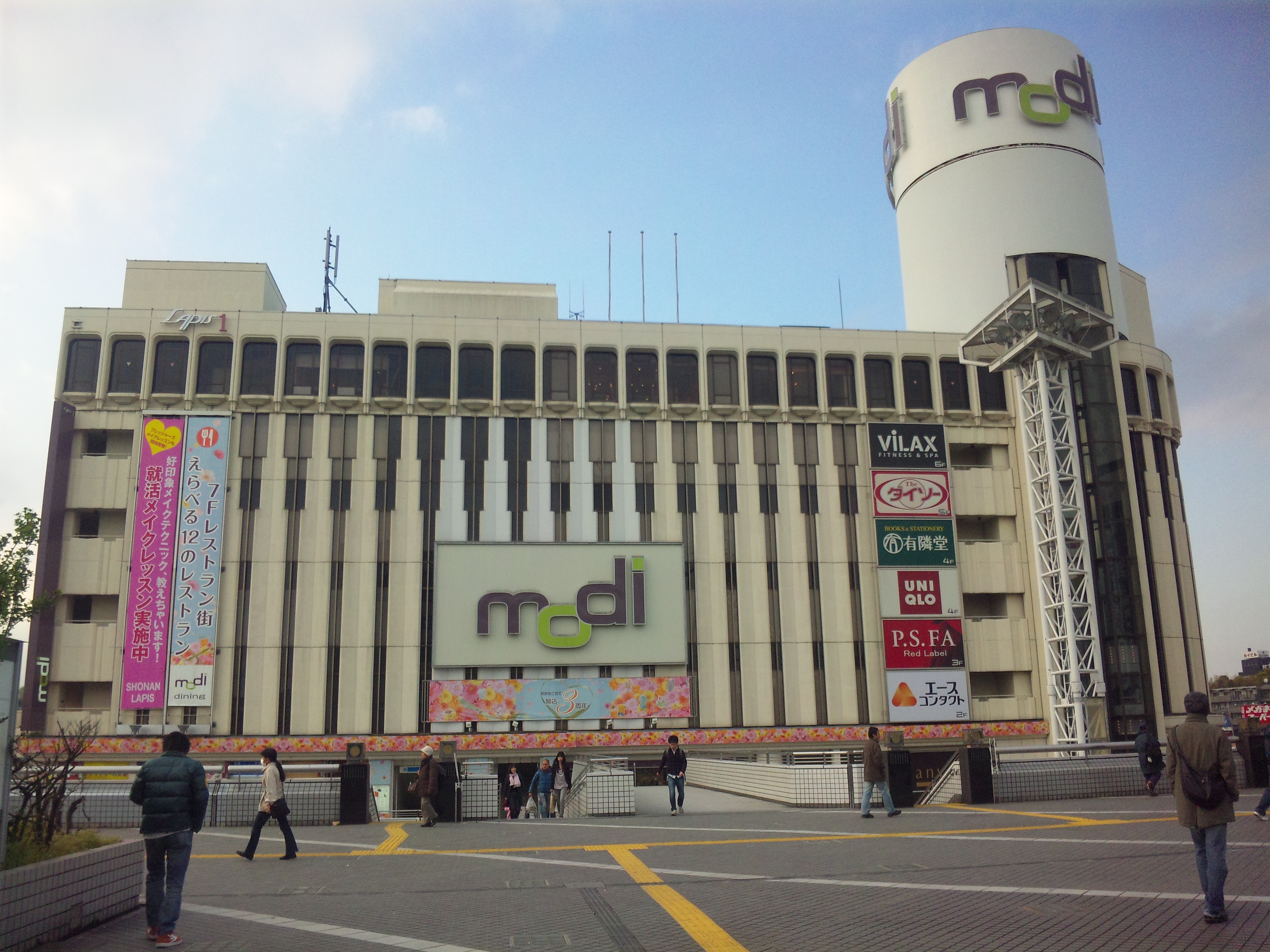
戸塚モディ。丸井時代はサインの"modi"の部分が"OIOI"だった

戸塚モディ（戸塚modi、とつかモディ）は、神奈川県横浜市戸塚区戸塚町10にある。ラピス戸塚1のキーテナント。丸井戸塚店をリニューアルして、2007年3月15日に開業した。JR各線・横浜市営地下鉄ブルーライン戸塚駅東口前。
- 施設概要
  - 地上7階、地下1階建て
  - 敷地面積：1,701.73m2
  - 延べ面積：26,730m2
  - 180台収容できる有料駐車場がある。

- フロア構成
  - 店舗面積：14,614m2
  - 地下1階 - まるい食遊館（食品）
  - 1階 - まるい食遊館（食品）
  - 2階 - シューズ、雑貨、コスメ
  - 3階 - ジーユー、ファッション、ビューティー、リラクゼーション
  - 4階 - 有隣堂（書店）、ノジマ（デジタル＆生活家電）
  - 5階 - ザ・ダイソー（バラエティ雑貨）、しまむら
  - 6階 - ゴールドジム（フィットネス）
  - 7階 - modiダイニング（レストラン街）

テナントは42店

### 渋谷モディ
| 渋谷モディ外観 |  | 「マルイシティ渋谷」時代の渋谷モディ |
| 渋谷モディ外観 |  | 「マルイシティ渋谷」時代の渋谷モディ |

渋谷モディ（渋谷MODI、しぶやモディ）は、東京都渋谷区神南1-21-3にある。1976年に「丸井渋谷インテリア館」として開店。1985年に増床してリニューアル、「丸井渋谷店本館」となる。1998年に「マルイシティ渋谷」してリニューアル。2015年4月19日をもって改装のため一時閉店、同年11月19日に「渋谷モディ」としてオープンした。前述のとおり「MODI」ロゴを採用した最初の店舗である。
渋谷のその他店舗については、丸井「現在の店舗（東京都）」「過去に存在した丸井の店舗（東京都）」を参照。
- 施設概要
  - 地上9階、地下1階建て

- フロア構成
  - 店舗面積：9,840m2
  - テナント58店舗（イベントショップ3店を含む）
  - 地下1階 - サービス、カフェ
  - 1階 - ファッション、雑貨、シューズ、アクセサリー、コスメ、ソニースクエア渋谷プロジェクト（エンターテイメント）、カフェ
  - 2階 - レディスファッション、レディスシューズ、東京アニメセンター in DNP PLAZA SHIBUYA
  - 3階 - ファッション、シューズ、ビューティー、クリニック
  - 4階 - ファッション、ファッション雑貨、メンズスーツ、シューズ、メガネ、カフェ
  - 5階 - HMV&BOOKS（書籍・音楽・映像）、カフェ
  - 6階 - HMV&BOOKS（書籍・音楽・映像）、サービス、カフェ
  - 7階 - HMV&BOOKS（書籍・音楽・映像）、雑貨、カフェ、エポスカードセンター
  - 8階 - カラオケレインボー（カラオケボックス）
  - 9階 - カフェ、レストラン

### 柏モディ

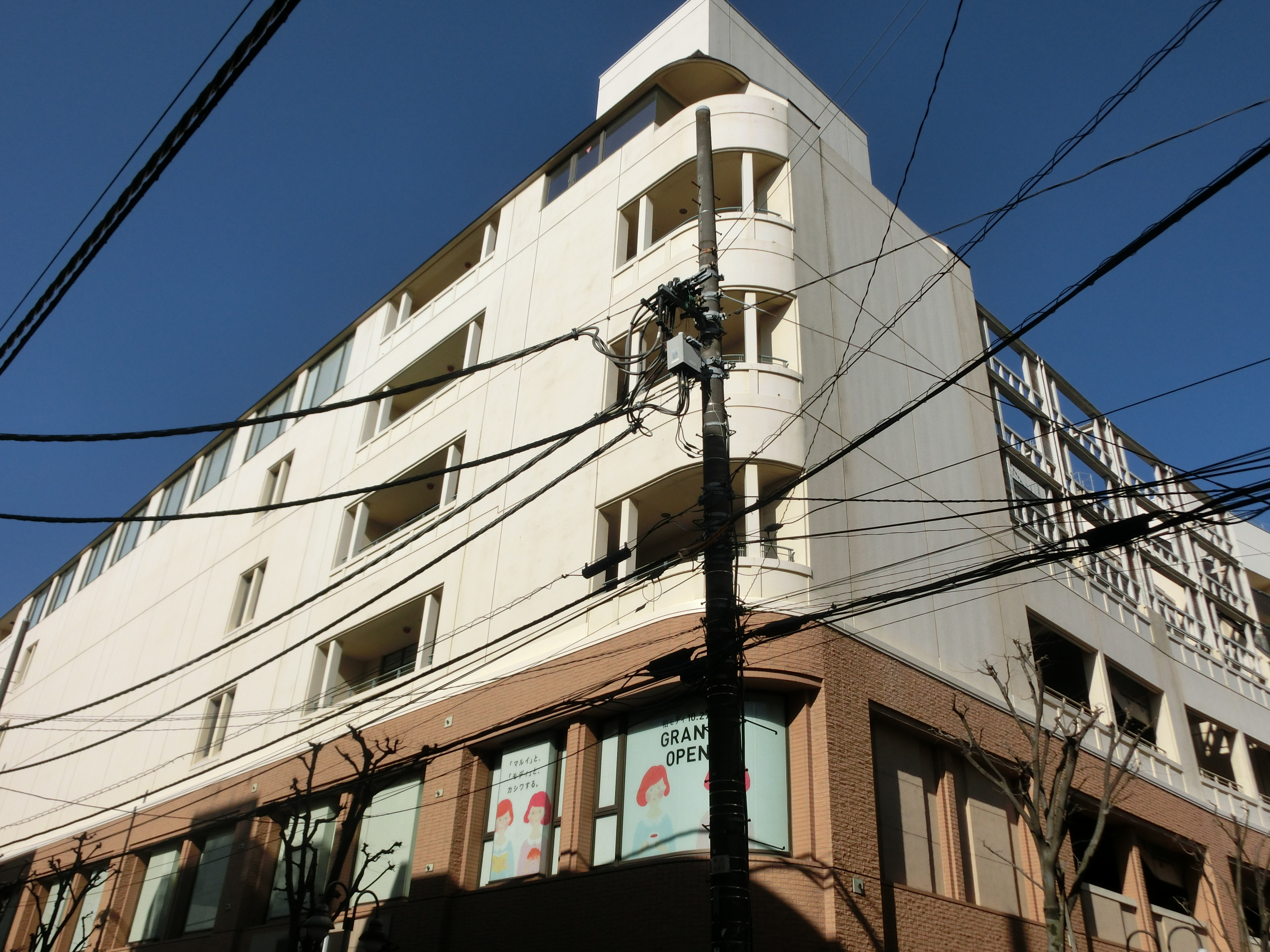
柏モディ

柏モディ（柏MODI、かしわモディ）は、千葉県柏市柏1-2-26にかつて存在した丸井柏店マルイ館（1996年開業）をリニューアルし、2016年10月27日に開業した。JR常磐線・東武野田線（東武アーバンパークライン）柏駅南口から徒歩2分。
柏市内では、2016年に商業施設の大きな変化が起きている。モディの開業、丸井のリニューアル（VAT館→柏マルイ）、セブンパーク アリオ柏の開業があった一方で、そごう柏店の閉店も同年に起きている。そごう柏店で営業していた一部店舗が、モディに移設して営業することになった。
また、柏マルイが2025年7月27日に閉店したことに伴い、柏マルイの一部テナントがモディに移設して営業することになった。
- 施設概要
  - 地上6階建て（地下1階は駐輪場、地下2階は駐車場）

- フロア構成
  - 店舗面積：10,590m2
  - テナント35店舗[10]
  - 1階 - 食品、グルメ、ファッション雑貨、ヘアカット、リラクゼーション、保険、リフォーム
  - 2階 - レディスファッション、レディスバッグ、レディスシューズ、リラクゼーション、カフェ、占い、期間限定ショップ
  - 3階 - ジーユー、ビューティー
  - 4階 - ノジマ
2024年2月22日開業。前身は南柏駅東口の「フィールズ南柏店」（2018年9月2日閉店）で[11]、その後同年9月8日に事実上の移転でイオンモール柏内に開業。そしてイオンモールの店舗が2024年2月18日に閉店し事実上当店に移転となり、フィールズ南柏→イオンモール柏→柏モディと2度の移転により開業している。
前身のマルイ館時代も含め、開業当初からユニクロ（ファミリーファッション）が出店していたが、2023年9月29日に柏髙島屋ステーションモールに事実上移転となり閉店。
  - 5階 - アニメイト 2024年12月18日開店、らしんばん 2024年12月18日開店
元々はジュンク堂書店があったが、2024年9月8日に閉店。
  - 6階 - ヤマノミュージックサロン柏（カルチャー）、セリア（100円ショップ）、サービス
「ヤマノミュージックサロン柏」は、2016年9月までそごう柏店（スカイプラザ8階の「そごう専門店」）にあり、閉店後移転した。

### 静岡モディ

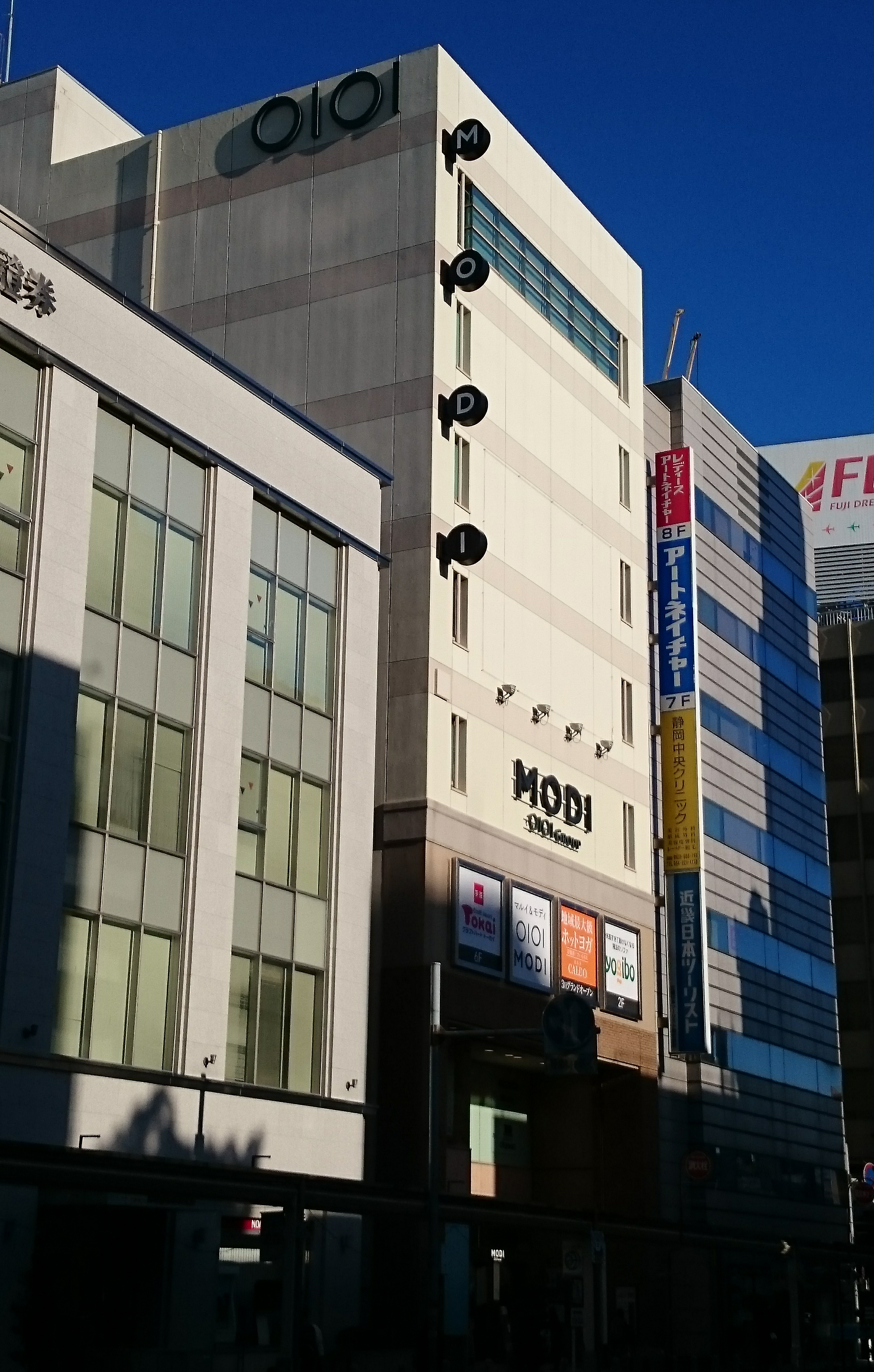
静岡モディ

静岡モディ（静岡MODI、しずおかモディ）は、静岡県静岡市葵区御幸町6-10にかつて存在した丸井静岡店B館「けやきプラザ」（1996年開業）をリニューアルし、A館をリニューアルした静岡マルイとともに2016年11月19日に開業した。なお、8階のホットヨガスタジオ「カルド静岡」は施設開業から4か月後の2017年3月19日にオープンした。残る7階も2017年中に開業予定だったが、長らく閉鎖の状態が続き、2022年1月に湘南美容クリニックが開院した。
- 施設概要
  - 地上8階建て

- フロア構成
  - 店舗面積：5,540m2
  - テナント18店舗[14]
  - 1階 - バッグ、ジュエリー、カフェ・レストラン、チケット
  - 2階 - ブランド・時計・宝石買取、ガチャガチャコーナー
  - 3階 - スポーツ
  - 4階 - コワーキングスペース
  - 5階 - キャンドゥ（ライフスタイル雑貨）、学習塾
  - 6階 - PCスクール・資格スクール、リラクゼーション＆エステ、骨盤・リンパ・整体
  - 7階 - 美容外科・美容皮膚科
  - 8階 - ホットヨガ、フィットネス、岩盤浴

## かつて存在した店舗

### 立川モディ

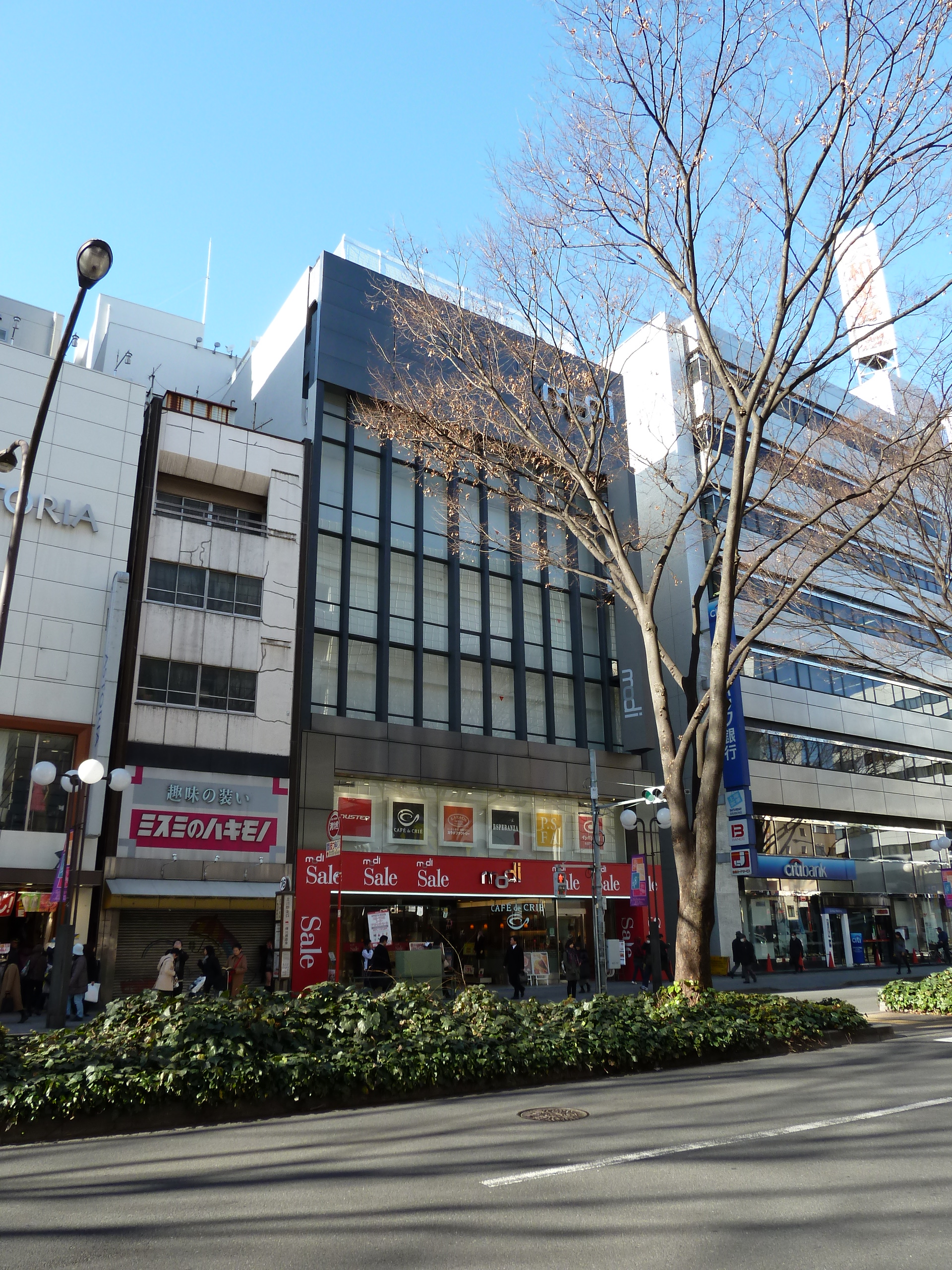
立川モディ

立川モディ（立川modi、たちかわモディ）は、東京都立川市曙町2-7-17にあった。マルイミニ立川をリニューアルして、2007年9月28日に開業、2012年5月27日に閉店。JR中央線立川駅北口から徒歩2分、多摩都市モノレール線立川北駅から徒歩2分。
- 施設概要
  - 地上7階、地下1階建て
  - 契約駐車場を含み、1164台収容できる駐車場があった。

- フロア構成 
  - 店舗面積：5,777m2
  - 地下1階 - 立川献血ルーム（献血ルーム）
  - 1階 - レディス、レディスバッグ、雑貨、メガネ、化粧品
  - 2階 - レディス、雑貨
  - 3階 - レディス、レディスシューズ、レディスバッグ、雑貨
  - 4階 - レディス、雑貨（BLUE MOON BLUE）
  - 5階 - メンズ、メンズシューズ、雑貨
  - 6階 - メンズ、メンズシューズ、雑貨、リフォーム
  - 7階 - イシバシ楽器（楽器）、エポスカードセンター（カードセンター）

閉店直前の時点で、テナントは34店
※閉店後の2012年8月30日にロフトがオープンをし、立川ロフトとなる。（5、6階はブックオフ、7階は引き続きイシバシ楽器が入居している。）立川ロフトは2019年5月下旬に閉店し、2020年1月18日に薬屋のウェルパークやしまむらなどが入った雑居ビルのイイノ立川になる。

### 川越モディ

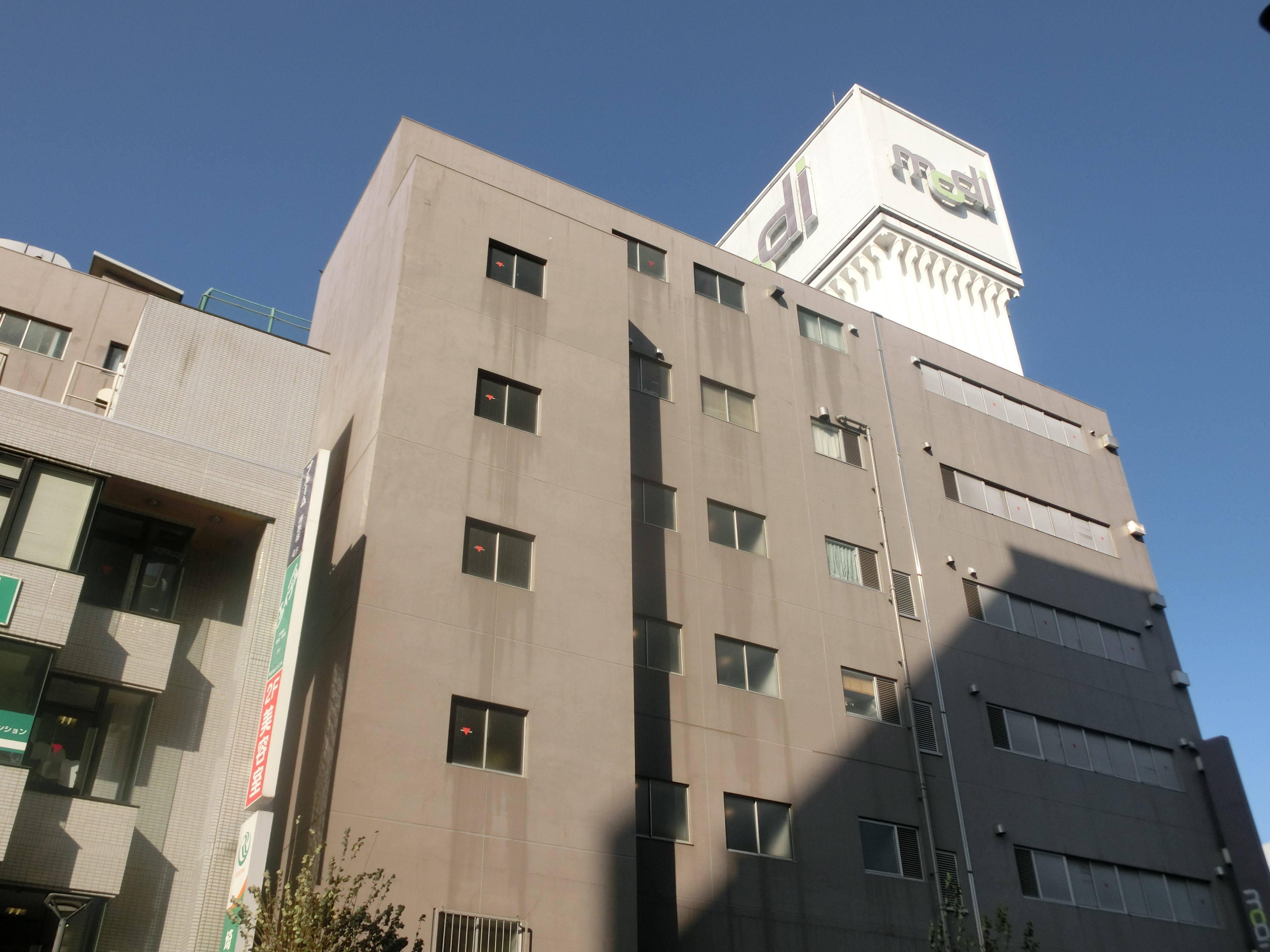
川越モディ

川越モディ（川越modi、かわごえモディ）は、埼玉県川越市脇田町4-2にあった。丸井川越店をリニューアルして、2007年3月24日開業、2020年1月31日に閉店。JR川越線・東武東上線川越駅東口から徒歩3分、西武新宿線本川越駅から徒歩7分。
- 施設概要
  - 地上6階、地下1階建て
  - 敷地面積：4,004.86m2
  - 延べ面積：12,919m2
  - 70台収容できる駐車場がある。

- フロア構成
  - 店舗面積：7,847m2
  - 地下1階 - TSUTAYA（エンタテインメント）、カルチャー
  - 1階 - ファッショングッズ、フード・カフェ
  - 2階 - ニトリデコホーム、日用雑貨
  - 3階 - ユザワヤ、クレーンゲーム、プリ機専門店
  - 4階 - アニメイト、らしんばん、献血ルーム
  - 5階 - ビューティー、リラクゼーション
  - 6階 - 閉鎖中
  - 屋上 - 閉鎖中

テナントは29店
跡地には2020年8月21日にドン・キホーテ川越東口店が入居した。なお、4階(アニメグッズ／献血ルーム）と5階（ビューティ／リラクゼーション）については同年2月のモディ閉店から8月のドン・キホーテ開店までの間もビル内で営業を継続しており、その後も入居を続けている。